# Norbert Haslhofer
Norbert Haslhofer (* 26. August 1965 in Linz) ist ein österreichischer Rechtsanwalt, Strafverteidiger und Autor sowie ehemaliger Staatsanwalt und Richter.

## Biographie
Haslhofer studierte Rechtswissenschaften an den Universitäten Innsbruck und Wien.
Haslhofer war Richter am Landesgericht in Linz und Staatsanwalt an der Staatsanwaltschaft Wien, wo er das Ermittlungsverfahren betreffend die Causen Constantia Privatbank, Immofinanz und Buwog-Affäre leitete. Seit 2014 ist er als selbständiger Rechtsanwalt tätig.
Haslhofer ist Autor mehrerer Bücher zur mittelalterlichen österreichischen Geschichte.

## Werke
- (Mitautor): Bilanzfälschung. Erkennen – Verstehen – Vorbeugen. Wien 2018, ISBN 978-3-7073-3463-0.
- Quellen zu Leben und Werk des Renaissancebaumeisters Hans von Matz. Architektur in der Stadt Enns 1550–1580 (= Forschungen zur Geschichte der Stadt Enns im Mittelalter. Band 1). Norderstedt 2018, ISBN 978-3-7460-6061-3.
- Politik mit Ennser Geschichte 1419–1421. Passauer Kirchenpolitik und Wiener Judenpolitik. Hintergründe der Wiener Geserah (= Forschungen zur Geschichte der Stadt Enns im Mittelalter. Band 2). Norderstedt 2019, ISBN 978-3-7528-6701-5.
- Die Stadt Enns in Spätmittelalter und Früher Neuzeit. Häuser, Plätze und Straßen der ummauerten Siedlung am Hochplateau (= Forschungen zur Geschichte der Stadt Enns im Mittelalter. Band 3). Norderstedt 2020, ISBN 978-3-7528-1099-8.